# Oles Bouzina
Oles Alexeïevitch Bouzina (en russe : Оле́сь Алексе́евич Бузина́ ; en ukrainien : Оле́сь Олексі́йович Бузина́), né le 13 juillet 1969 à Kiev (URSS) et mort assassiné le 16 avril 2015 dans la même ville, est un journaliste et essayiste ukrainien.

## Biographie

### Jeunesse et famille
Il naît à l'époque de l'Union soviétique dans une famille ukrainienne russophone. Selon ses dires, ses parents descendent de paysans et de cosaques. Son père, Alexeï Grigorievitch Bouzina, est officier au département no 5 du KGB. L'arrière-grand-père d'Oles Bouzina a servi comme officier dans l'armée impériale pendant la Première Guerre mondiale. Il est condamné pendant la période de dékoulakisation et de collectivisation des années 1930 à la détention dans un camp du Goulag, créé pour la construction du canal Mer Blanche-Baltique, décidé par Staline.

### Études et débuts en tant que journaliste
Oles Bouzina réalise ses études secondaires à Kiev à l'école spécialisée Chevtchenko no 82. Comme la majorité des Ukrainiens, il est bilingue, ukrainophone et russophone.
Il achève en 1992 ses études à la faculté de philologie de l'université de Kiev, dans la filière de préparation au métier d'enseignant de langue et de littérature russes. Cependant, il n'enseigne jamais par la suite. Il commence rapidement à travailler dans diverses maisons d'édition de presse de Kiev, par exemple aux Kievskie vedomosti (1993-2005), au journal 2000 et dans les revues L'Ami du lecteur (« Друг читателя »), Leader (« Лидер »), le magazine féminin Nathalie (« Натали »), Ego (« Эго »), « XXL », etc.[réf. nécessaire]
À partir de 2007, il est chroniqueur et ouvre un blog pour le journal ukrainien russophone Segodnia (« Сегодня » ; en français : « Aujourd'hui »), financé par l'oligarque ukrainien Rinat Akhmetov.
Son livre sur l'artiste ukrainien Taras Chevtchenko, paru en 2000 et qui se moque de la figure de la littérature ukrainienne, est attaqué en justice par l'Union nationale des écrivains ukrainiens. Il se décrit lui-même comme « chevtchenkophobe ».
Il présente l'émission Teen-Liga sur la chaîne ukrainienne Inter (« Интер » ou « Інтер ») d'octobre 2006 à sa mort en avril 2015, ainsi que des émissions de jeux télévisés comme Brain-ring « брейн-ринг ». Il apparaît à partir de 2011 dans l'émission dérivée de Bachelor (« Холостяк. Как выйти замуж? », « Comment épouser un célibataire ? ») aux côtés d'Anfissa Tchekhova.
Il intervient également régulièrement, à partir de 2014, dans les médias russes.

### Carrière politique
Il s'oppose à la révolution orange de 2004, qualifiant régulièrement le président Viktor Iouchtchenko de « néonazi ».
Il est candidat aux élections législatives ukrainiennes de 2012, en tant que représentant du parti prorusse ultraminoritaire « Bloc russe », à la circonscription no 223 de Kiev. Il ne remporte, malgré sa notoriété, que la quatrième place avec 8,22 % des suffrages,. Il ne recueille plus que 3,11 % des suffrages aux élections de 2014.
À partir de 2015, Bouzina est rédacteur-en-chef de Segodnia. Mais il démissionne en mars 2015 comme marque d'opposition à ce qu'il considère comme une « censure »,.
Oles Bouzina considère que les Russes, Ukrainiens et Biélorusses forment « un seul et unique peuple. ».
Il accusait les Ukrainiens de l'Ouest de « vouloir détruire la culture russe », le russe n'étant plus langue d'enseignement à l'université et largement remplacé par l'ukrainien dans l'enseignement secondaire, sauf dans l'enseignement technique.

### Mort
Il est victime d'une fusillade le 16 avril 2015 dans le centre-ville de Kiev, près de son domicile, dans le quartier de la rue Degtariov au no 58. Les tirs selon les témoins ont été effectués à partir d'une Ford Focus de couleur bleu foncé, et l'atteignent dans le dos.
Petro Porochenko déclare, quelques heures après l'annonce de la mort du journaliste, qu'il s'agit d'une « provocation évidente », à l'instar de l'assassinat du journaliste ukrainien russophone Sergueï Soukhobok trois semaines auparavant et l'assassinat par balles, la veille, d'un ancien député ukrainien du Parti des régions, Oleg Kalachnikov, opposé au mouvement d'Euromaïdan : « ces crimes ne profitent qu'à nos ennemis, à ceux qui veulent déstabiliser la situation intérieure en Ukraine et jeter le discrédit sur le choix du peuple ukrainien ». Deux jours avant leur mort, les adresses privées de Bouzina et Kalachnikov avaient été révélées au public sur le site Myrotvorets, site d'informations créé en soutien du gouvernement ukrainien actuel et afin d'« identifier » les opposants qualifiés de « séparatistes » et de « terroristes ».
Vladimir Poutine exprime ses condoléances à la famille et aux proches pendant son émission en direct à la télévision, ce même jour. Il qualifie de « politiques » les motivations de ce meurtre.
L'assassinat est revendiqué par le groupe « Armée des insurgés ukrainiens », un groupe reprenant le nom d'une organisation fasciste et collaborationniste de la Seconde Guerre mondiale, créée par Roman Choukhevytch.
L'inhumation de Bouzina donne lieu à une manifestation antigouvernementale[réf. nécessaire].

## Vie personnelle
Avant sa mort, Oles Bouzina était marié et père d'une fille.

## Publications
Oles Bouzina est l'auteur de plusieurs ouvrages de réflexion et d'histoire, notamment des liens de son pays avec la Russie :
- « Вурдалак Тарас Шевченко » (2000), [Taras Chevtchenko, la goule]
- «Тайная история Украины-Руси» (2005), [L'Histoire secrète de l'Ukraine et de l'Ancienne Russie]
- «Верните женщинам гаремы» (2008), [Rendez aux femmes les harems]
- «Революция на болоте» (2010), [Révolution dans le marais]
- «Воскрешение Малороссии» (2012) [La Résurrection de la Petite Russie]
- «Союз плуга и трезуба. Как придумали Украину» (2013) [L'Union de la charrue et du trident. Comment a-t-on inventé l'Ukraine]
- «Докиевская Русь» (2014) [L'Ancienne Russie d'avant Kiev]